# Michael Schmerda
Michael Schmerda (* 29. August 1985 in Zürich, Schweiz) ist ein deutscher Eishockeyspieler, der seit 2023 bei den Argovia Stars in der 1. Liga als Spieler und Assistenztrainer tätig ist.

## Karriere
Michael Schmerda, dessen Eltern in den 1980er Jahren aus dem tschechischen Ostrava nach Freiburg im Breisgau übersiedelten und dort ein Lokal betrieben, begann mit dem Eishockeysport im Alter von sechs Jahren. Seine später allein erziehende Mutter meldete Michael beim EHC Freiburg und den Fußballern der SG Landwasser an, wobei er damals zunächst mehr Fußball spielte. Später entschied er sich für den Eishockeysport und durchlief die Juniorenmannschaften des EHC.
Mit der Juniorenmannschaft feierte er auch seine bisher größten Erfolge – den zweimaligen Titelgewinn des deutschen Juniorenmeisters 2003 und 2004. In der Saison 2003/04 bestritt der Angreifer sein DEL-Debüt und kam zudem zu Einsätzen im Amateurteam des EHC Freiburg in der viertklassigen Baden-Württembergliga. In der folgenden Spielzeit war Schmerda fester Bestandteil der in die 2. Bundesliga abgestiegenen Profimannschaft, bestritt aber noch einige Spieler in der Juniorenmannschaft. Auch in der Saison 2005/06 war der Schweizer Stammspieler der Breisgauer, konnte jedoch den Abstieg der Mannschaft in die Oberliga nicht verhindern.
Der Geschäftsführer der Dresdner Eislöwen, Jan Tabor, wurde auf Schmerda aufmerksam und verpflichtete ihn im Sommer 2006 für die folgende Spielzeit. Der Stürmer gilt als großes Talent sowie sehr guter Schlittschuhläufer und bildete in seinem ersten Jahr in Dresden zusammen mit Kilian Glück und Sebastian Wolsch eine kampfstarke vierte Reihe, die regelmäßig Eiszeit bekam. Nach dem Abstieg der Eislöwen am Ende der Saison kam Schmerda zunächst nicht für eine Vertragsverlängerung infrage, wurde aber trotzdem zu Saisonbeginn für die Oberliga verpflichtet. Nach dem Wiederaufstieg der Eislöwen blieb der Angreifer bis zum Ende der Saison 2008/09 bei den Elbstädtern und wechselte vor der Spielzeit 2009/10 zum Ligarivalen Eispiraten Crimmitschau. Diese verließ er nach einem Jahr wieder und plante bei den Kassel Huskies aus der Deutschen Eishockey Liga die Saison 2010/11 zu bestreiten. Nachdem im September 2010 feststand, dass die Kassel Huskies nicht am Spielbetrieb in der Saison 2010/11 teilnehmen würden, wechselte er zu den Bietigheim Steelers in die 2. Eishockey-Bundesliga.
Im November 2010 wurde er von den Steelers freigestellt, nachdem er in 15 Partien nur einen Assist erzielt hatte. Eine Woche später erhielt er einen Vertrag bis Saisonende bei den Dresdner Eislöwen, die ihn mithilfe eines Sponsors finanzierten. Zur Saison 2011/12 wechselte Schmerda zum EHC Dortmund in die Oberliga West. In der Spielzeit 2014/15 spielte er beim EHC Herrischried in der fünftklassigen 3. Liga (Schweiz), anschließend ein Jahr beim EHC Basel in der 1. Liga und ab 2016 beim EHC Sursee in der 2. Liga. In Sursee war er von 2016 bis 2023 als Spielertrainer und Sportchef angestellt.
2023 wechselte er zu den Argovia Stars und ist seitdem dort Spieler und Assistenztrainer in der 1. Liga.

## Erfolge und Auszeichnungen
- 2003 Deutscher Juniorenmeister mit dem EHC Freiburg
- 2004 Deutscher Juniorenmeister mit dem EHC Freiburg
- 2015 Topscorer der Schweizer 3. Liga

## Karrierestatistik
(Legende zur Spielerstatistik: Sp oder GP = absolvierte Spiele; T oder G = erzielte Tore; V oder A = erzielte Assists; Pkt oder Pts = erzielte Scorerpunkte; SM oder PIM = erhaltene Strafminuten; +/− = Plus/Minus-Bilanz; PP = erzielte Überzahltore; SH = erzielte Unterzahltore; GW = erzielte Siegtore; 1 Play-downs/Relegation; Kursiv: Statistik nicht vollständig)